# Артане Ризваноли
Артане Ризваноли (на албански: Artane Rizvanolli) е косовска политичка и икономистка от албански произход. От 22 март 2021 г. е министърка на икономиката на Косово. Освен родния си албански език, тя също владее английски и сърбохърватски.

## Биография
Родена е на 7 май 1984 г. Завършва бакалавърската си степен по икономика в Прищинския университет, след това получава магистърска степен по икономика за бизнес анализ от Стафордширския университет в Обединеното кралство. През 2012 г. получава докторска степен по икономика от Стафордширския университет, с дисертация върху връзката между човешкия капитал и преките чуждестранни инвестиции в европейските икономики в преход. Омъжва се и има едно дете.
В продължение на шест години работи като изследовател в института Riinvest в Прищина, а по-късно работи като изследовател и политически съветник за местни и международни организации. Нейната дейност е насочена върху заетостта, развитието на частния сектор, диаспората и публичните финанси. От 2007 г. е преподавателка в Riinvest College.
На 22 март 2021 г. тя е назначена от второто правителство на Албин Курти за министър на икономиката на Косово. Нейната област обхваща енергетиката, минното дело, публичните предприятия и информационните и комуникационни технологии.
Артане Ризваноли е автор на няколко политически документа и научни статии, публикувани в международни списания.